# Lista de pistas naturais de luge
Pistas naturais de luge são pistas utilizadas para luge localizadas entre estradas e caminhos montanhosos. A superfície da pista é horizontal. Refrigeração artificial e relevos  são proibidos.
| Pista                     | País           | Comprimento (m) | Inclinação (m) | Grau médio (%) | Número de curvas | Referência(s) |
| ------------------------- | -------------- | --------------- | -------------- | -------------- | ---------------- | ------------- |
| Alfenz                    | Áustria        | 1040            | 136            | 13.9           | 17               |               |
| Aosta                     | Itália         |                 |                |                |                  |               |
| Aurach                    | Áustria        | 1080            | 157            | 14.7           | 11               |               |
| Brigels                   | Suíça          |                 |                |                |                  |               |
| Bruneck-Reischach         | Itália         |                 |                |                |                  |               |
| Canale d'Agordo           | Itália         |                 |                |                |                  |               |
| Campill                   | Itália         | 1147            | 132            | 11.6           | Não listado      |               |
| Deutschnofen              | Itália         | 871             | 121            | 13             | Não listado      |               |
| Dolenja Vas               | Eslovênia      | 1102            | 151            | 13.5           | 19               |               |
| Dornbirn                  | Áustria        | 830             | 72             | 14             | 14               |               |
| Feld am See               | Áustria        | 1080            | 170            | 15.74          | Não listado      |               |
| Fenis                     | Itália         |                 |                |                |                  |               |
| Frankenfels               | Áustria        | 1197            | 177            | 14.8           | 15               |               |
| Frantschach               | Áustria        | Não listado     | Não listado    | Não listado    | 21               |               |
| Gais-Uttenheim            | Itália         | 1200            | 128            | 10.67          | Não listado      |               |
| Garmisch-Partenkirchen    | Alemanha       | 1100            | 153            | 13.9           | 17               |               |
| Gołdap                    | Polónia        |                 |                |                |                  |               |
| Grande Prairie            | Canadá         | 980             | 125            | 12.7           | 14               |               |
| Gsies                     | Itália         |                 |                |                |                  |               |
| Gummer                    | Itália         |                 |                |                |                  |               |
| Hüttau                    | Áustria        | 893             | 121            | 13.5           | 18               | ,             |
| Jesenice                  | Eslovênia      |                 |                |                |                  |               |
| Kindberg                  | Áustria        | 950             | 126            | 13.22          | 12               | ,             |
| Kreuth                    | Alemanha       | 1400            | 190            | 13.6           | Não listado      |               |
| Krynica-Zdrój             | Polónia        | 727             | 95.8           | 13             | 14               |               |
| Laas                      | Itália         |                 |                |                |                  |               |
| Längenfeld-Sölden         | Áustria        |                 |                |                |                  |               |
| Latsch                    | Itália         | 1200            | 118            | 10.17          | 15               | ,             |
| Latzfons                  | Itália         | Não listado     | Não listado    | Não listado    | 16               |               |
| Lungiarü                  | Itália         | 1147            | 132            | 11.6           | 26               |               |
| Lüsen                     | Itália         | 1050            | 104            | 9.9            | 21               |               |
| Mölten                    | Itália         |                 |                |                |                  |               |
| Moos in Passeier          | Itália         | 870             | 114.75         | 13.19          | 9                | ,             |
| Moscou                    | Rússia         | 500             | 65             | 13             | 9                |               |
| Navis                     | Áustria        | 762             | 115            | 14             | 19               |               |
| Negaunee, Michigan        | Estados Unidos | 812.8           | 88             | 10.8           | 29               |               |
| Novouralks/Ekaterinenburg | Rússia         | 850             | 109            | 13             | 15               |               |
| Obdach                    | Áustria        |                 |                |                |                  |               |
| Oberperfuss               | Áustria        | 1200            | 160            | 13.45          | 28               |               |
| Olang                     | Itália         | 1008.5          | 117.68         | 11.77          | 12               | ,             |
| Paramonovo                | Rússia         |                 |                |                |                  |               |
| Platt./ Pass              | Itália         |                 |                |                |                  |               |
| Rautavaara                | Finlândia      |                 |                |                |                  |               |
| Reischach                 | Itália         |                 |                |                |                  |               |
| Sapporo - Fujino          | Japão          |                 |                |                |                  |               |
| Stange                    | Itália         | 1081.70         | 150            | 12.83          | 16               | ,             |
| Stein an der Enns         | Áustria        | 1040            | 15             | 13.8           | 20               |               |
| St. Lorenzen              | Itália         |                 |                |                |                  |               |
| St. Walburg               | Itália         | 1213            | 142            | 11.68          | 7                | ,             |
| Szczyrk                   | Polónia        | 960             | 145            | 12.88          | Não listado      |               |
| Teifes                    | Áustria        |                 |                |                |                  |               |
| Tires                     | Itália         |                 |                |                |                  |               |
| Toblach                   | Itália         |                 |                |                |                  |               |
| Triesenberg               | Liechtenstein  | 300             | 38.65          | 13             | Não listado      |               |
| Umhausen                  | Áustria        | 1000            | 120            | 12.1           | 12               |               |
| Unterammergau             | Alemanha       | 1100            | 165            | 15             | 14               | ,             |
| Uttenheim                 | Itália         |                 |                |                |                  |               |
| Vilach                    | Áustria        |                 |                |                |                  |               |
| Vilanders                 | Itália         | Não listado     | Não listado    | Não listado    | 19               |               |
| Virgen                    | Áustria        | 1600            | 210            | 13.2           | Não listado      |               |
| Vögelsberg                | Áustria        | 920             | 130            | 13             | 12               |               |
| Völs - Tuffalm            | Itália         |                 |                |                |                  |               |
| Völs - Gschlieder Kanzel  | Itália         | 223             | 38             | 17             | 6                |               |
| Zelezniki                 | Eslovênia      | 843             | 101            | 13             | 16               | ,             |